# Bibel

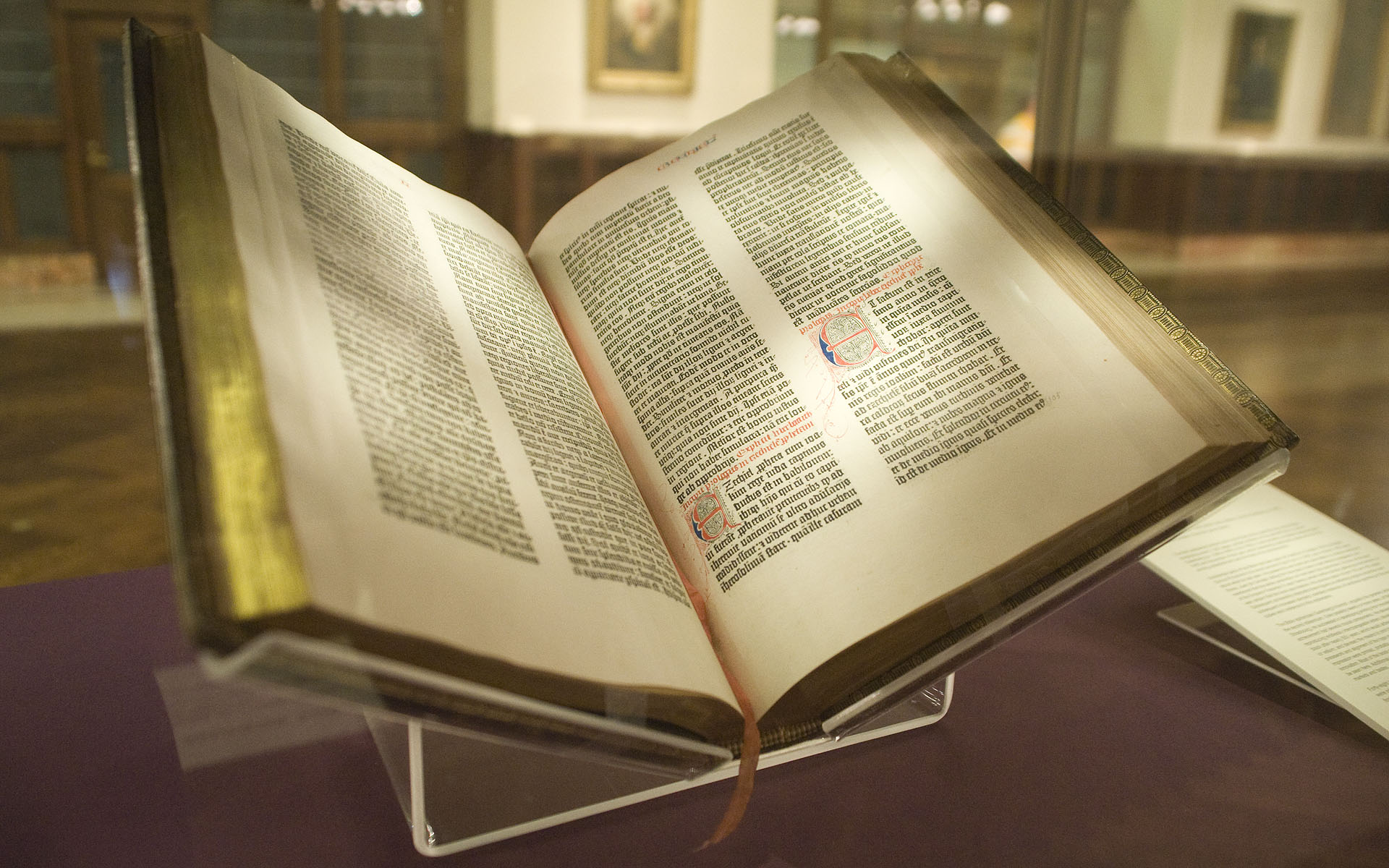
Gutenberg-Bibel der New York Public Library

Als Bibel (Femininum in Großschreibung altgriechisch Βίβλος Bíblos, deutsch ‚(das) Buch (überhaupt)‘) oder (Die) Heilige Schrift bezeichnet man die wichtigste religiöse Textsammlung im Judentum wie auch im Christentum. Sie gilt Gläubigen als göttlich inspiriert, mindestens aber als orientierender Maßstab, und wird darum im religiösen wie im kulturellen Leben immer wieder angeeignet. Die jüdische und die christliche Bibel haben sich im Lauf ihrer Entwicklung gegenseitig beeinflusst; sie sind parallel zueinander, teilweise in Abgrenzung voneinander entstanden.
Die Bibel des Judentums ist der dreiteilige Tanach, der aus der Tora („Weisung“, auch Torah), den Nevi’im („Propheten“) und Ketuvim („Schriften“) besteht. Während die Tora nach ihrem Selbstzeugnis von Gott dem Mose am Sinai gegeben sei und einige ihrer Texte von Mose auch selbst niedergeschrieben seien, stellt sich dies aus historischer Sicht anders dar. Denn erst seit dem 9. oder 8. Jahrhundert v. Chr. entwickelte sich in Israel eine Schriftkultur aus einer vorausgehenden Kultur der mündlichen Überlieferung, und erst in hellenistischer und römischer Zeit hatten größere Teile der Bevölkerung die Möglichkeit, biblische Texte auch privat zu lesen und sich dadurch anzueignen. Ein Teil der frühjüdischen Literatur wurde in den jüdischen Bibelkanon aufgenommen, andere Schriften jedoch nicht.
Während dieser Prozess noch im Gange war, entstand das Christentum und bezog sich von Anfang an auf die heiligen Schriften Israels. Jesus von Nazaret deutete sein Wirken im Licht dieser Texte, und die erste christliche Gemeinde sah diese Schriften durch die Auferstehung Jesu Christi als erfüllt an. Das Christentum eignete sich so die heiligen Schriften Israels und weitere frühjüdische Literatur (als Altes Testament) an, schuf aber auch eigene Texte, von denen einige verbindliche Bedeutung erlangten und schließlich als Neues Testament dem Alten Testament angefügt wurden.
Die christliche Bibel ist das am häufigsten gedruckte und publizierte und in die meisten Sprachen übersetzte schriftliche Werk der Welt.

## Buchtitel

### Bibel
Das Wort „Bibel“ (mittelhochdeutsch bibel, älter biblie) entstand aus kirchenlateinisch biblia, einem Lehnwort aus dem Koine-Griechischen.
Das Neutrum βιβλίον biblíon, deutsch ‚Buch‘ ist eine Verkleinerungsform des Femininums βίβλος bíblos, deutsch ‚Buch‘, benannt nach der phönizischen Hafenstadt Byblos. Diese Hafenstadt war in der Antike ein Hauptumschlagplatz für Bast, aus dem die Papyrusrollen hergestellt wurden. Der Plural von βιβλίον biblíon lautet βιβλία biblía, deutsch ‚Schriftrollen, Bücher‘. In der Septuaginta war βιβλία biblía vor allem eine ehrfürchtige Bezeichnung für die Tora; Johannes Chrysostomos bezeichnete als erster mit diesem Plural die Gesamtheit der christlichen heiligen Schriften (Altes und Neues Testament).

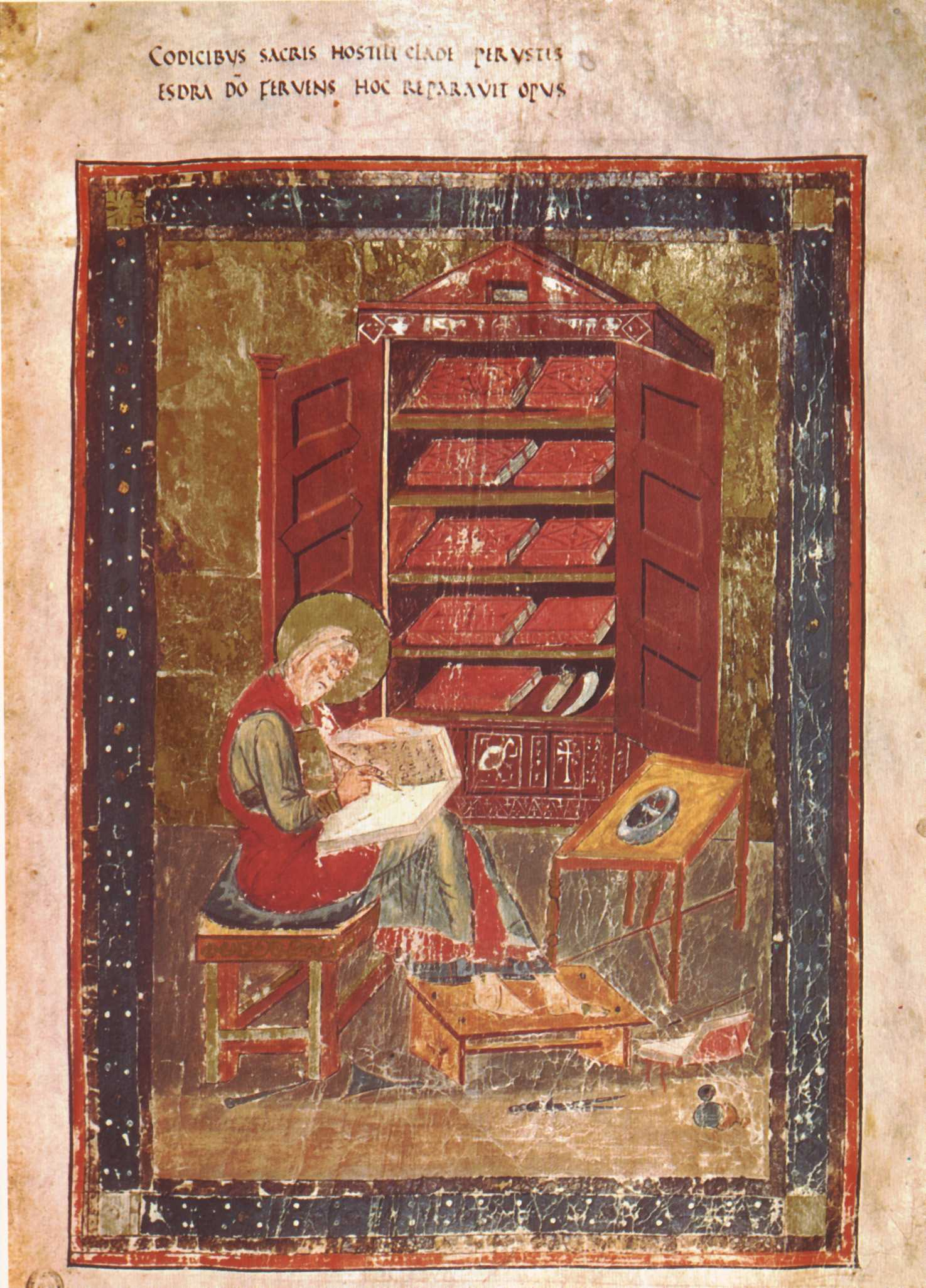
Esra vor einem Schrank mit biblischen Büchern (Codex Amiatinus)

Im Kirchenlatein wurde die Bezeichnung biblia zunächst als Neutrum Plural biblia, -orum, seit etwa 1000 n. Chr. aber als Femininum Singular biblia, -ae aufgefasst. Die nationalen Sprachen übernahmen das Wort im Singular; im Deutschen wurde es zu Bibel. „Der Name deutet an: Was uns heute als ein einziger Band in Händen liegt und was wir mit Selbstverständlichkeit als eine Einheit verstehen: die Bibel, ist tatsächlich eine Vielheit.“ Die Bezeichnung als „Buch der Bücher“ bringt einerseits die religiöse Bedeutung der Bibel zum Ausdruck, andererseits die innere Pluralität.
Auch nachdem der Kodex als Buchform die Schriftrolle abgelöst hatte, wurden nur selten alle biblischen Schriften in einem Buch vereint; die Regel war, dass die Bibel als Sammlung mehrteiliger Bücher in einem Bücherschrank, etwa im Skriptorium eines Klosters, existierte, wie es die Illustration des Codex Amiatinus (frühes 8. Jahrhundert, Northumbrien) zeigt. Dass ein einziges Buch annähernd die gesamte jüdische oder christliche Bibel enthielt, wurde erst mit der Erfindung des Buchdrucks allgemein üblich.

### Heilige Schrift
Das Neue Testament bezieht sich auf die heiligen Schriften des Judentums häufig mit dem Ausdruck αἱ γραφαί hai graphaí „die [heiligen] Schriften“ und folgt damit jüdisch-hellenistischem Sprachgebrauch. Einmal verwendet Paulus von Tarsus auch die Form γραφαί ἅγιαι graphaí hágiai „heilige Schriften“ (Röm 1,2 ). Der Singular γραφή graphḗ „die Schrift“ bezeichnet im Neuen Testament häufig einen einzelnen Satz (modern gesprochen: eine Bibelstelle), aber auch die jüdischen heiligen Schriften als eine Einheit – auch das hat Parallelen im Judentum, zum Beispiel bei Philon von Alexandria und in den Chronikbüchern. In der Alten Kirche setzt sich dieser Sprachgebrauch fort; als „heilige Schrift(en)“ wird dann auch die Gesamtheit von Büchern des Alten und des Neuen Testaments bezeichnet.

### Altes und Neues Testament
Dass die beiden Teile der christlichen Bibel als Altes und Neues Testament bezeichnet werden, geht auf Paulus von Tarsus zurück, der einen alten und einen neuen „Bund“ gegenüberstellte. Der alte Bund wird durch die Tora des Mose repräsentiert (2 Kor 3,5–15 ). Paulus sah sich selbst als Diener des neuen Bundes, der durch Christus vermittelt sei und bei der Abendmahlsfeier vergegenwärtigt werde (1 Kor 11,25 ). Im Brief an die Hebräer entfaltet ein anonymer christlicher Autor, inwiefern der neue Bund den alten ersetze. Stets ist mit „Bund“ (altgriechisch διαθήκη diathḗkē, lateinisch: testamentum) eine Ordnung und nicht etwa ein Buch oder eine Schriftensammlung gemeint.
Melito von Sardes prägte um 180 n. Chr. für den ersten Teil der christlichen Bibel den Begriff „Bücher des alten Bundes“ und legte zugleich auch eine Liste der damit gemeinten Schriften vor. Er berichtete darüber in einem Brief an seinen Bruder Onesimos, der im Exzerpt durch Eusebius von Caesarea erhalten blieb:

„Da ich in den Orient gereist und an den Schauplatz der Predigten und Taten gekommen bin und über die Bücher des alten Bundes genaue Erkundigungen eingezogen habe, so teile ich dir die Bücher im folgenden mit. Die Namen derselben sind: die fünf Bücher Moses, nämlich Genesis, Exodus, Numeri, Leviticus und Deuteronomium, (ferner) Jesus, Sohn des Nave, die Richter, Ruth, vier Bücher der Königtümer, zwei Paralipomena, die Psalmen Davids, Salomons Sprüche oder Weisheit, Ekklesiastes, das Hohe Lied, Ijob, die Propheten Jesaja und Jeremia, das Zwölfprophetenbuch, Daniel, Ezechiel, Esdras.“

Auffällig ist, dass Melito das Buch Ester nicht nennt, und auch nicht die deuterokanonischen Schriften, also jüdische Schriften, die sich in der Septuaginta, nicht aber im Tanach finden: Buch Judit, Buch Tobit, 1. Buch der Makkabäer, 2. Buch der Makkabäer, Baruch, Buch der Weisheit und Jesus Sirach. Die Anerkennung dieser Bücher als Heilige Schriften verlief im Christentum recht zögerlich: im lateinischen Westen um 400, im Osten erst im 7. Jahrhundert. Das war umstritten – Hieronymus plädierte dagegen – und die Motive sind nicht ganz klar. Eine Rolle könnte gespielt haben, dass Tobit, Jesus Sirach und das Buch der Weisheit als religiöse Erbauungsliteratur beliebt waren und sich auch für den Unterricht von Neuchristen einsetzen ließen.
„Melitos Formulierung … ist … so aufzufassen, dass der ‚alte Bund‘ Gottes mit Israel durch die genannten Schriften repräsentiert wird, aber nicht, dass diese Schriften selbst ‚Bund‘ bzw. ‚Testament‘ heißen.“ Ein solcher Sprachgebrauch wurde erst um 200 n. Chr. üblich und ist dann bei Clemens von Alexandria und Origenes anzutreffen.
Ende des 20. Jahrhunderts schlugen christliche Theologen vor, den Begriff „Altes Testament“ aufzugeben, da er ihrer Ansicht nach abwertend klinge, und stattdessen vom „Ersten Testament“ zu sprechen (Erich Zenger, J. A. Sanders). Diese Begriffsprägung konnte sich nicht allgemein durchsetzen, zumal die Antike Altes grundsätzlich höher als Neues einschätzte.

## Zitierweise
Die Bibel wird nicht nach Seitenzahlen, sondern nach Buch, Kapitel und Vers zitiert. Das hat den Vorteil, dass verschiedene Bibelübersetzungen verglichen werden können. Außerdem kann der Leser mit dieser Methode seine Übersetzung und den hebräischen oder griechischen Bibeltext vergleichen.
Besonderheiten:
- Das Buch der Psalmen ist eine Zusammenstellung von einzelnen Dichtungen. Die 150 Kapitel dieses Buchs werden als „Psalmen“ bezeichnet: Ps 23, 2 ist daher „Psalm 23, Vers 2“ und nicht etwa „Psalmen, Kapitel 23, Vers 2.“
- Die kürzesten Bücher der Bibel (Obadja, Brief des Paulus an Philemon, 2. Brief des Johannes, 3. Brief des Johannes, Brief des Judas) haben keine Kapiteleinteilung und werden nur mit Angabe des Verses zitiert.
- Das Buch Ester hat in der römisch-katholischen Einheitsübersetzung einen griechisch-hebräischen Mischtext zur Grundlage, während protestantische Bibeln nur die Übersetzung des hebräischen Textes des Buches Ester enthalten. Die Überschüsse des griechischen Textes werden in der Einheitsübersetzung nicht als eigene Verse gezählt, sondern mit kleinen lateinischen Buchstaben bezeichnet. In der Lutherbibel (2017) sind diese Überschüsse als Stücke zum Buch Ester in den „Apokryphen“ (Anhang zum Alten Testament) aufgeführt; die einzelnen Textabschnitte sind dort von A bis F bezeichnet und weiter nach Versnummern untergliedert. Diese Bezeichnungssysteme sind also nicht miteinander kompatibel.
- Das deuterokanonische Buch Jesus Sirach hatte in der Lutherbibel eine gegenüber anderen Bibelausgaben abweichende Zählung; seit der Revision von 2017 hat die Lutherbibel aber die Kapitel- und Verszählung der Einheitsübersetzung übernommen.

Die Kopisten der Hebräischen Bibel entwickelten zum Zweck der Textsicherung ein System von Sinnabschnitten und Versen: Jeder Sinnabschnitt begann mit einer neuen Zeile. Wenn eine weitere Untergliederung notwendig war, so ließ man einen Leerraum innerhalb der Zeile. Diese Unterteilung wird seit dem späten Mittelalter auch durch die hebräischen Buchstaben פ und ס im Text markiert. Parallel dazu entstand eine Unterteilung des Textes in Verse (markiert durch Sof pasuq). Die Verszählung selbst stammt aus der Vulgata-Tradition. Nachdem die heute übliche Kapiteleinteilung im 13. Jahrhundert von Stephan Langton vorgenommen wurde, nummerierte der Pariser Buchdrucker Robert Estienne im 16. Jahrhundert in seinen Bibelausgaben Kapitel und Verse.

## Die hebräische Bibel: Tanach

### Entstehung des masoretischen Textes

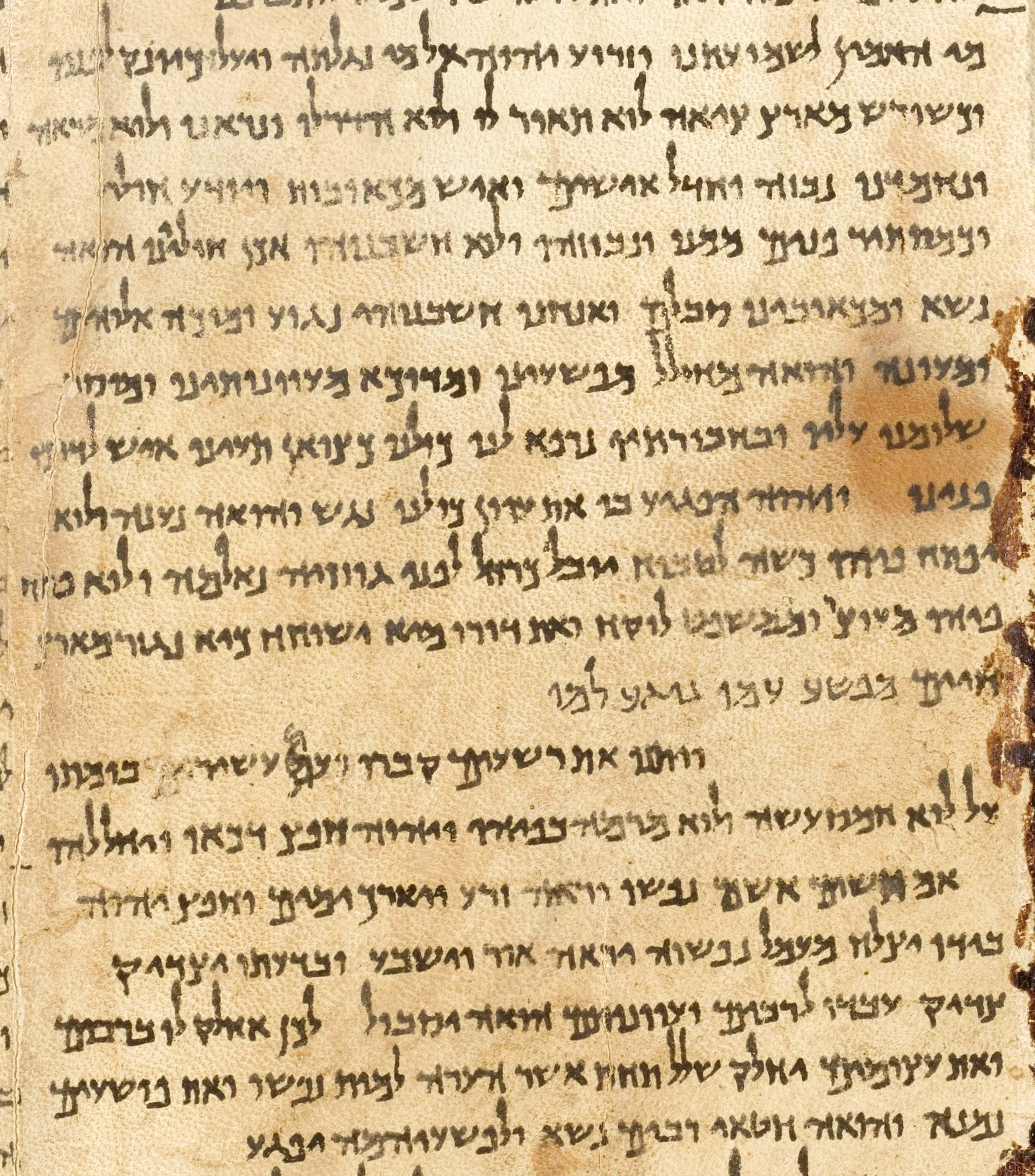
Große Jesajarolle, eine der ältesten und besterhaltenen Bibelhandschriften, ca. 180 v. Chr.

Der Tanach oder Tenach (hebräisch תנ״ך), ein Akronym aus den drei Anfangsbuchstaben seiner Teile, wurde überwiegend auf Hebräisch, kurze Passagen auch auf Aramäisch verfasst. Dieser sogenannte Masoretische Text (besser: Masoretische Textgruppe) hat einen langen Normierungsprozess durchlaufen, der im 8./9. Jahrhundert n. Chr. abgeschlossen war.
- Der Tanach ist eine Auswahl aus dem religiösen Schrifttum des antiken Israel. Große Teile dieses Textkorpus entstanden in Jerusalem und wurden dort redigiert. Das bedeutet, dass sie die Perspektive der (männlichen) Jerusalemer Oberschicht haben und die Glaubenstraditionen der jüdischen Landbevölkerung darin nur selten (Micha), der Frauen und der Abhängigen fast nie repräsentiert sind.[14]
- Die alte Kontroverse, ob es den einen Urtext gab, von dem alle Handschriften abhängen (so Paul de Lagarde), oder mehrere Urtexte (so Paul Kahle), wird von Emanuel Tov und anderen heute so gesehen: Auch nachdem die einzelnen Bücher des hebräischen Kanons ihre Endgestalt erreicht hatten und in jüdischen Gemeinden im Gottesdienst und Unterricht verwendet wurden, gab es weiterhin revidierte Neuausgaben mit normativem Anspruch. Sie setzten sich aber nicht überall durch; in der jüdischen Diaspora oder bei abgeschiedenen Gruppen (Qumran) blieben ältere Textfassungen in Gebrauch und wurden in Alexandria sogar zur Vorlage für eine Übersetzung ins Griechische (Septuaginta).[15][16] Dieses Modell kann erklären, warum es ältere und teilweise deutlich abweichende Fassungen des Buches Josua, der Samuelbücher, des Jeremiabuchs und des Ezechielbuchs in der Septuaginta sowie unter den Schriftrollen vom Toten Meer gibt.[15] Ein Sonderfall ist der samaritanische Pentateuch, eine wohl um 100 v. Chr. entstandene Edition der Tora für den Gebrauch in dieser Religionsgemeinschaft. Diese hat einerseits Besonderheiten, die mit der Bedeutung von Sichem und Garizim für Samaritaner zusammenhängen, andererseits ist er mit der Textfassung einiger Qumranhandschriften verwandt. Das wichtigste Beispiel liefert 4QpaläoExm, eine in althebräischer Schrift geschriebene Rolle. Sie weist eine vom masoretischen Text abweichende Reihenfolge der kultischen Geräte im Mischkan auf.[17]
- Im Jahr 70 zerstörten römische Truppen Jerusalem und den Tempel und damit das Zentrum der jüdischen Religion. Ein Hauptstrom des überlebenden Judentums erkannte danach einen hebräischen Konsonantentext als normativ an, der von einer Gruppe verwandter Handschriften repräsentiert wurde.[18] Das waren die oben genannten revidierten Editionen biblischer Bücher. Diese Handschriften wurden sorgfältiger und häufiger kopiert als andere, und die Schreiber strebten nach Vereinheitlichung des Textes. Zu diesem reinen Konsonantentext, der auf die Zeit des Zweiten Tempels zurückgeht, tritt im Mittelalter die Masora: Vokal- und Akzentzeichen sowie paratextliche Elemente, die das Textverständnis erleichtern und Missverständnisse ausschließen sollen.[19] Auf dieser Textvereinheitlichung beruhen die ersten vollständigen hebräischen Bibelhandschriften des Mittelalters. Der Codex Leningradensis aus dem Jahr 1009 bildet die Grundlage der Biblia Hebraica Stuttgartensia. Das Hebrew University Bible Project legt dagegen den Codex von Aleppo (925) zugrunde, den ältesten Textzeugen für die gesamte Hebräische Bibel.[20]

### Bedeutung der Schriftrollen vom Toten Meer
Die Textfunde vom Toten Meer ermöglichen „mit ihren Korrekturen erster und zweiter Hand, ihrem Layout, aber auch ihrer Intertextualität faszinierende direkte Einblicke in die Text- und Literaturgeschichte antiker Texte“ und bereichern damit auch die Kenntnis des antiken Judentums. Wenn man den Masoretischen Text, den samaritanischen Pentateuch und die Septuaginta als die drei mittelalterlichen Standardtexte ansieht, zeigt sich, dass in den Höhlen nahe Qumran hebräische Vorläufer für jeden dieser Texttypen deponiert wurden. Aber der größte Teil der Textfunde steht keinem dieser drei Texttypen nahe („unabhängige Texte“). Ganz anders die Textfunde aus Nachal Chever und Wadi Murabbaʿat, die aus dem 2. Jahrhundert n. Chr. stammen und weitgehend mit dem masoretischen Text identisch sind. Daniel Stökl Ben Ezra erläutert, dass man durch die Auswertung der Qumran-Textfunde immer mehr dazu übergehe, den Masoretischen Text als eine von mehreren antiken Textformen anzusehen. „Man muss die Qumranhandschriften und die Vorformen von LXX [= Septuaginta] und SP [= Samaritanischem Pentateuch] überall gleichwertig mit dem MT [= Masoretischen Text] diskutieren. An vielen Stellen ist der MT eindeutig sekundär. Eine Suche nach dem Urtext ist methodisch unmöglich.“ Wie in einem breiten Flussbett mehrere Wasserströme mal nebeneinanderher verlaufen, mal ihr Wasser mischen und sich dann wieder ein Stück Weges voneinander trennen – so stellt sich die Textgeschichte der Hebräischen Bibel nach Qumran dar.

### Kanonisierung
Der griechische Begriff „Kanon“ bedeutet „Richtschnur“ oder „Richtmaß“. Innerhalb der christlichen Theologie trat seit dem 4. Jahrhundert n. Chr. eine Bedeutungsentwicklung von Glaubensregeln hin zu abgegrenzten religiösen Büchersammlungen ein. Für das Judentum vor der Zerstörung des Jerusalemer Tempels ist eine solche Begrifflichkeit anachronistisch, denn damals stand der Opferkult im Mittelpunkt des religiösen Lebens. In der Diaspora boten Synagogengottesdienste einen gewissen Ersatz für nur selten mögliche Tempelbesuche; diese Gottesdienste bestanden aus Gebeten sowie der Lesung aus der Tora und den Prophetenbüchern. Flavius Josephus erläuterte, dass es im Judentum 22 Bücher Heiliger Schriften gebe entsprechend der Anzahl der Buchstaben des hebräischen Alphabets: 

„Es [gibt] bei uns nicht Tausende von Büchern, die nicht übereinstimmen und sich widersprechen, sondern nicht mehr als zweiundzwanzig Bücher, welche die Niederschrift des ganzen Zeitraums enthalten und zu Recht Vertrauen gefunden haben. Und von diesen stammen fünf von Moses, welche die Gesetze umfassen und die Überlieferung vom Ursprung der Menschheit bis zu seinem eigenen Ende; dieser Zeitraum ist nur wenig kürzer als dreitausend Jahre. Vom Tod des Moses bis zur Herrschaft des Artaxerxes, des Königs der Perser nach Xerxes, haben die auf Moses folgenden Propheten die Begebenheiten ihrer Zeit aufgezeichnet in dreizehn Büchern; die übrigen vier enthalten Hymnen an Gott und Lebensanweisungen für die Menschen.“

Das 4. Buch Esra zählt 24 Bücher, nach der doppelten Zahl der Zwölf Stämme Israels bzw. der Monate. Das waren Heilige Schriften, die als göttlich inspiriert und besonders autoritativ galten. Doch ist es sinnvoll, zwischen dem Status eines Buchs als Heiliger Schrift und seiner tatsächlichen Bedeutung für das Leben einer Glaubensgemeinschaft zu unterscheiden, also zwischen einem Kern sehr bedeutsamer Schriften und einer Grauzone um sie herum. Die Schriftrollen vom Toten Meer ermöglichen einen Einblick in ein (möglicherweise nicht repräsentatives) Segment des antiken Judentums:
- Die Tora hatte überragende Bedeutung, insbesondere das Deuteronomium.
- Unter den prophetischen Schriften stehen Jesaja und das Zwölfprophetenbuch voran, dann Jeremia, die (als prophetisch betrachteten) Psalmen und das Buch Daniel.
- Heute nicht biblische Schriften, wie das Jubiläenbuch und die Henochbücher, wurden ebenfalls hoch geschätzt.
- Dagegen sind die Chronikbücher und Esra/Nehemia kaum bezeugt und das Buch Ester fehlt ganz.

### Einteilung
Die Einteilung der Hebräischen Bibel in drei Schriftengruppen Tora, Neviim und Ketuvim (Akronym: TaNaCh) entspricht der Reihenfolge ihrer Kanonwerdung und impliziert auch eine Gewichtung. Doch blieb zunächst noch einiges im Fluss, so gab es auch die Abfolge Tora, Ketuvim, Neviim (Akronym: TaKeN), und die Psalmen konnten gelegentlich als letztes der Prophetenbücher gezählt werden. Die drei Hauptteile haben je einen programmatischen Schlusstext (Kolophon):
- Dtn 34,10–12 EU: Die Tora des Mose ist unüberbietbare Offenbarungsschrift, und der Auszug aus Ägypten als göttliches Rettungshandeln hat gleichfalls grundsätzliche Bedeutung für Israel.
- Mal 3,22–24 EU: Die Prophetenbücher sind eine Erinnerung an die Mosetora; Elija als Prototyp des Propheten ist ein Schüler des Mose, er kann in der Zukunft zurückkehren, um ganz Israel zu einer Tora-Lerngemeinschaft zu machen.
- 2 Chr 36,22–23 EU: Schon einmal hat Gott nach der Katastrophe einen Neuanfang geschenkt. Gottes Bund mit Israel gilt ewig, und das Schlusswort hebräisch וְיָעַל ṿeyāʿal „und er soll hinaufziehen“ lässt die Erinnerung an den Auszug aus Ägypten anklingen.

#### Tora

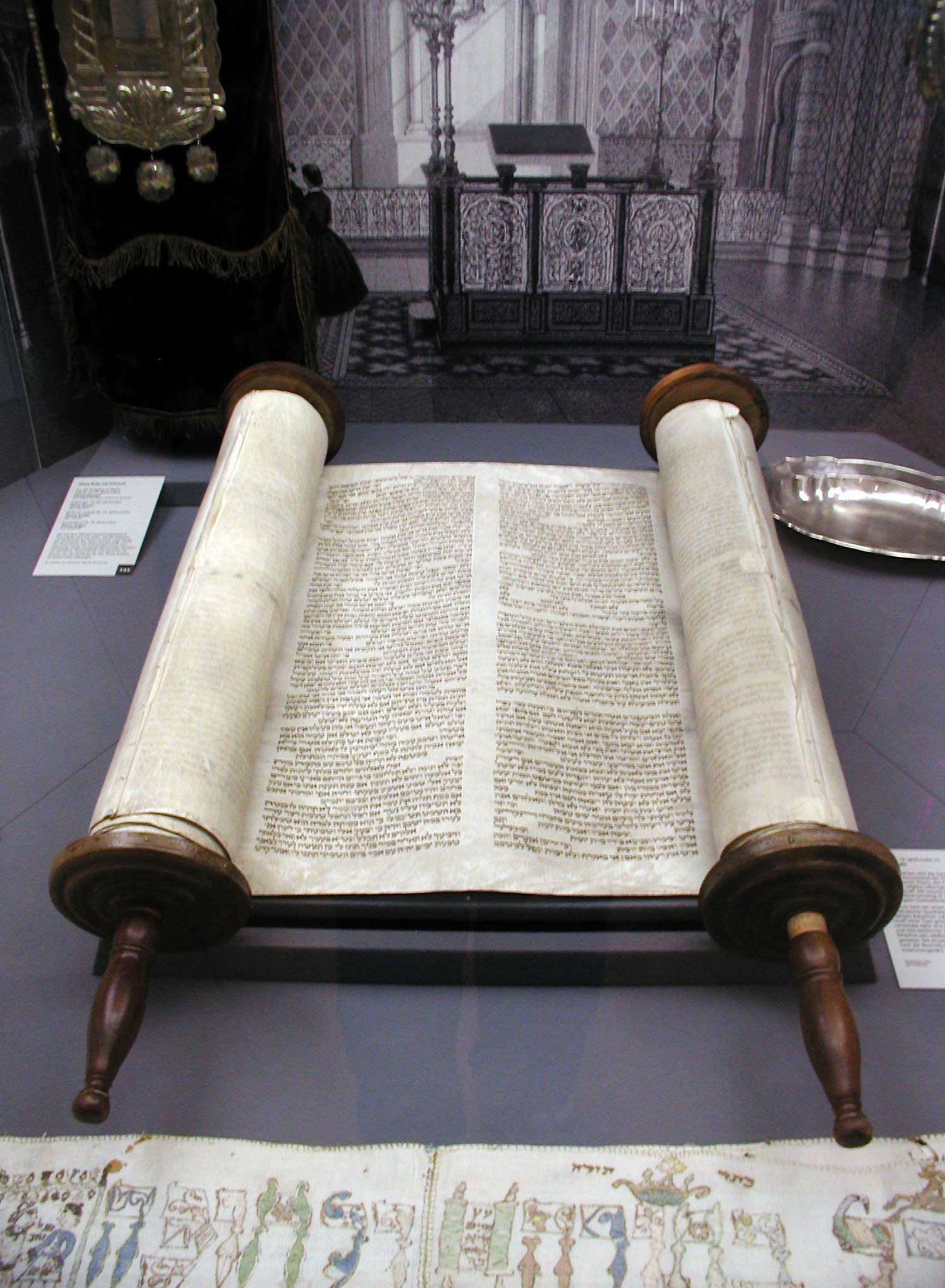
Torarolle, ehemalige Synagoge Glockengasse in Köln

Die Tora („Weisung“ oder „Lehre“) bildet den ersten Teil des Tanach. Aus der hebräischen Torarolle, ohne Teamim oder Nikud, wird abschnittweise in der Synagoge vorgelesen. Der Vorlesungszyklus beginnt und endet im Herbst mit dem Torafreudenfest. Die 54 Wochenabschnitte werden Paraschot bzw. Paraschijot פרשיות (hebr. „Einteilung“) oder Sidrot סדרות (aramäisch „Ordnung“) genannt.
In der hebräischen Sprache werden die fünf Bücher der Tora anhand ihrer ersten bedeutenden Worte benannt:
- Bereschit (בְּרֵאשִׁית, wörtlich „Im Anfang“)
- Schemot (שִׁמוֹת, wörtlich „Namen“)
- Wajikra (ויקרא, wörtlich „Und er rief“)
- Bəmidbar (במדבר, wörtlich „In der Wüste“)
- Devarim (דברים, wörtlich „Worte“)

Diese Einteilung erfolgte nach bestimmten inhaltlichen Gesichtspunkten: Jeder Bericht in den Büchern hat einen klaren Anfang und eine deutliche Zäsur am Ende, ist aber trotzdem mit den anderen verbunden. Die fünf Bücher werden in Buchform auch Chumasch oder Pentateuch (griechisch „fünf Buchrollen“) genannt.
Die Tora umfasst die Geschichte der Schöpfung und der Israeliten seit den Erzvätern (ab Gen 12), Israels Auszug aus Ägypten (Ex 1-15), dem Empfang der Gebote durch Mose (Ex 19 ff.) und dem Zug ins verheißene Land (Lev-Num). Der Begriff „Tora“ bezieht sich nicht nur auf die Mitzwot (Gebote Gottes), den ethischen Monotheismus und die jüdische Kultur, sondern auf die gesamte Ordnung der Schöpfung. Sie nimmt Bezug auf älteste erzählerische Stoffe und Traditionen, die vermutlich im Verlauf von Wanderungsbewegungen semitischer Völker im Allgemeinen und der Hebräer im Besonderen aus Mesopotamien über Kanaan nach und aus Ägypten entstanden. Die Hebräer wurden spätestens 1200 v. Chr. im Kulturland Kanaan sesshaft. Diese Stoffe und Traditionen wurden über Jahrhunderte zunächst mündlich tradiert. Ihre Verschriftung und Zusammenstellung ist für frühestens um 1000 v. Chr. herum belegbar, nachdem die Zwölf Stämme Israels ein Staatswesen mit Saul als erstem König Israels wählten. Die Tora wurde nach der Rückkehr aus dem Babylonischen Exil (539 v. Chr.) bis spätestens 400 v. Chr. kanonisiert.

#### Neviim
Zu den Neviim („Propheten“) zählen:
- Buch Josua
- Richter
- Samuel (ein Buch, geteilt in zwei Rollen)
- Buch Könige (ein Buch[30])
- Jesaja
- Jeremia
- Ezechiel
- Zwölfprophetenbuch

Diese Bücher erzählen in chronologischer und religiöser Ordnung die Geschichte Israels vom Tod Moses, der Landverteilung an die zwölf Stämme Israels bis zur Zerstörung des ersten Jerusalemer Tempels (586 v. Chr.). Die Neviim beginnen mit der Unterordnung Josuas, des Sohnes Nuns, unter die Autorität Moses (Jos 1,5 ) und schließt mit Maleachi als letztem Propheten mit der Rückbindung an die Tora.
Die drei Propheten Jesaja, Jeremia und Ezechiel sind analog zu den drei Erzvätern jeweils einem Buch zugeteilt; die übrigen Propheten bilden als Analogie zu den zwölf Söhnen Jakobs das Zwölfprophetenbuch. Die Prophetenbücher wurden frühestens im 4. Jahrhundert v. Chr. kanonisiert. Am Schabbat und an den Feiertagen wird nach der Toravorlesung in der Synagoge jeweils in der Haftara ein Abschnitt aus den Neviim vorgelesen.

#### Ketuvim

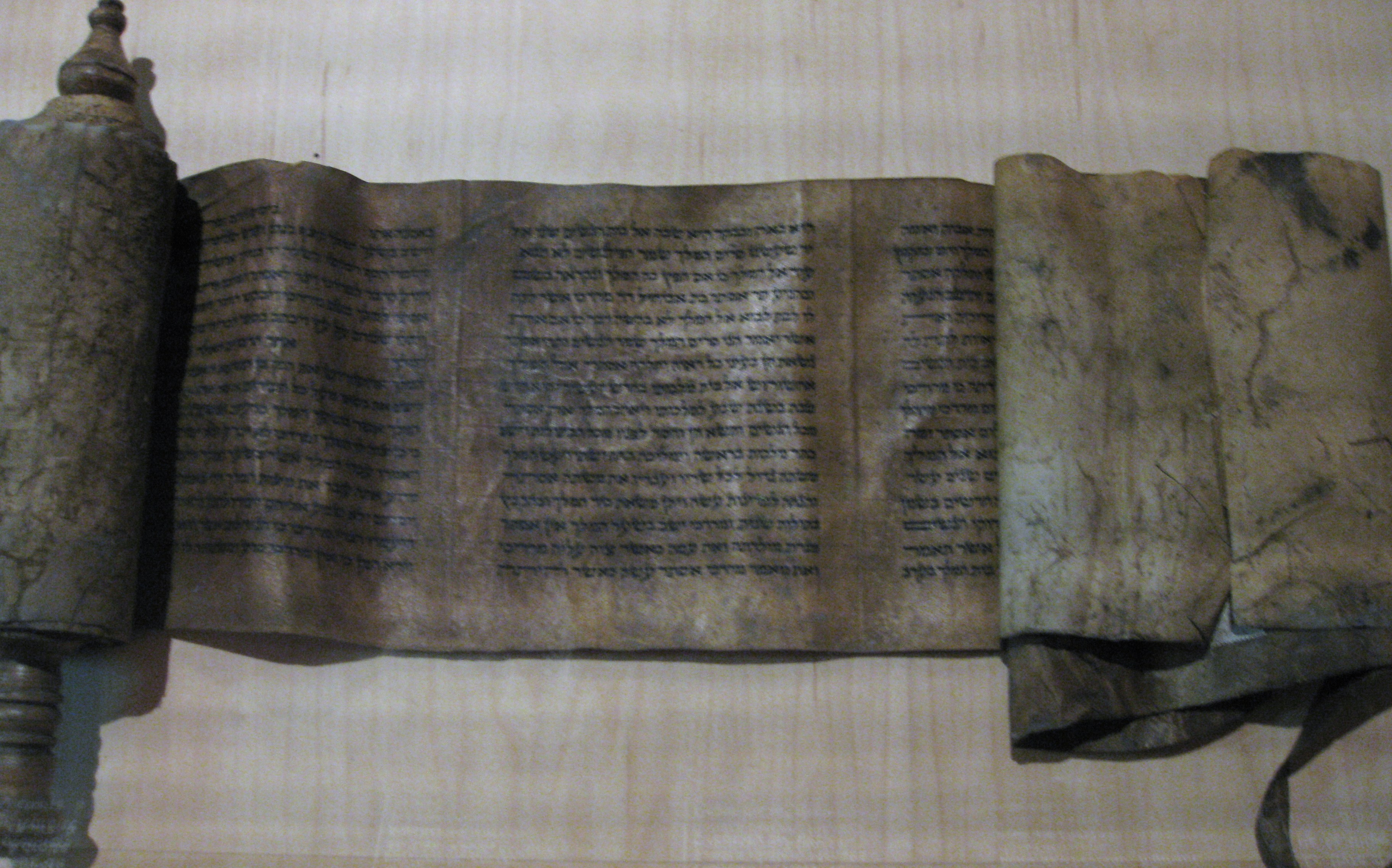
Esther-Rolle, Fès, Marokko, 13./14. Jh. n. Chr..

Zu den Ketuvim („Schriften“) gehören:
- Buch der Psalmen
- Ijob
- Buch der Sprichwörter
- Buch Rut
- Hoheslied
- Kohelet
- Klagelieder Jeremias
- Buch Ester
- Daniel (kein Prophet)
- Buch Esra und Buch Nehemia
- Erstes und Zweites Chronikbuch

In diesen Werken ist eher wörtliche Rede von Menschen als von Gott überliefert. Sie sind vermutlich alle nach dem Exil und später als die vorherigen Propheten entstanden, überwiegend anzunehmen ab 200 v. Chr. Einige könnten vor oder parallel zu den zwölf kleinen Propheten entstanden sein. Dennoch ist ihre Bedeutung diesen nachgeordnet. Das zweite Chronikbuch endet mit dem Ausblick auf den Neubau des 3. Jerusalemer Tempels und die Anerkennung JHWHs als Herrn der ganzen Erde. Ihre Kanonisierung geschah vermutlich spät. Für das Buch Daniel wird von einigen Exegeten eine Kanonisierung erst für 135 n. Chr., zusammen mit dem Abschluss des Tanach, angenommen.
Fünf dieser Bücher werden als „Festrollen“ (Megillot) im Synagogengottesdienst verlesen und sind bestimmten Feiertagen zugeordnet:
1. Ruth: Wochenfest (Schawuot)
2. Hoheslied: Pessach
3. Kohelet: Laubhüttenfest (Sukkot)
4. Klagelieder: Gedenktag der Tempelzerstörung (Tischa beAv)
5. Esther: Purim

### Übersetzungen
Von jüdischen Übersetzern wurde die hebräische Bibel in verschiedene Sprachen übersetzt. Die älteste dieser Übersetzungen ist die Septuaginta (lateinisch für siebzig, altgriechisch ἡ μετάφρασις τῶν ἑβδομήκοντα hē metaphrasis tōn hebdomēkonta = Die Übersetzung der Siebzig, Abkürzung LXX). Ab etwa 250 v. Chr. begannen hellenistische Juden zunächst mit der Übersetzung der Tora in die griechische Koine. Diese in den folgenden Jahrhunderten um weitere Bücher ergänzte und überarbeitete Übersetzung war Grundlage sowohl für jüdischen Philosophen wie Philon von Alexandria als auch für die Autoren des Neuen Testaments.
Die bekannteste Übersetzung des Tanach in deutscher Sprache ist jene von Martin Buber und Franz Rosenzweig in vier Bänden: Die Schrift (ab 1925). Rund hundert Jahre früher machte sich das Team von Leopold Zunz daran, den Tanach ins Deutsche zu übersetzen, die sogenannte Rabbinerbibel. Im 20. Jahrhundert sind weitere deutsche Ausgaben entstanden, zum Beispiel jene von Naftali Herz Tur-Sinai.

## Die christliche Bibel: Altes und Neues Testament

### Altes Testament

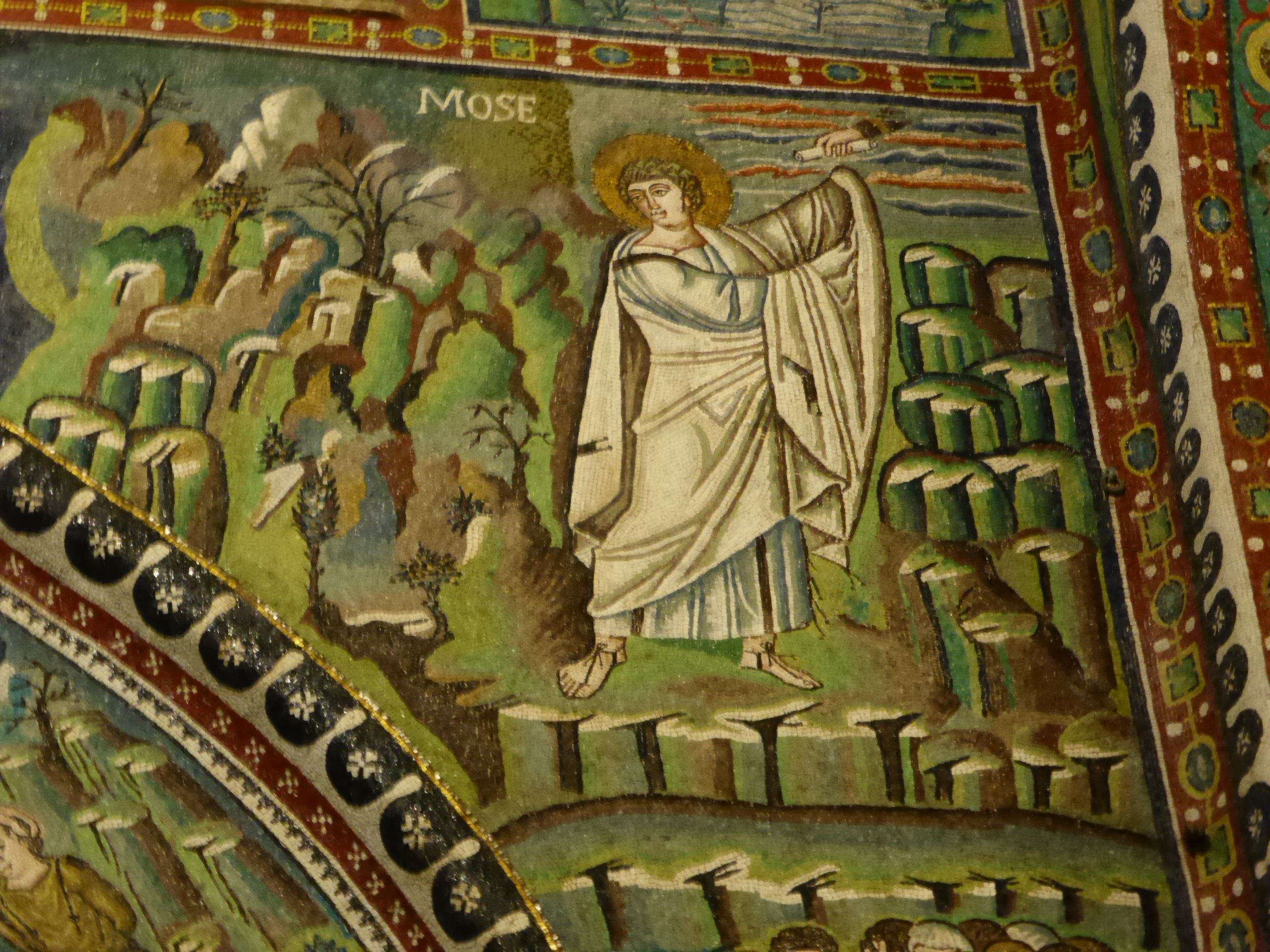
Mose empfängt von Gott die Tora, eine Schriftrolle (Mosaik, San Vitale in Ravenna, 6. Jahrhundert)

Seit dem 3. Jahrhundert v. Chr. erarbeiteten Diasporajuden in Alexandria eine Übersetzung der Tora in die griechische Verkehrssprache, die Koine. Das war notwendig, denn wie epigraphische Quellen zeigen, sprachen die Juden im Ptolemäerreich selbst Griechisch. Außerdem konnte man so die eigene Religion in den intellektuellen Zentren, der Akademie und der Bibliothek Alexandrias, ganz anders vertreten. Die Übersetzung anderer Bücher des Tanach folgte später im 2. und 1. Jahrhundert v. Chr. und zog sich bei den zuletzt bearbeiteten Büchern Hoheslied, Kohelet und Esra/Nehemia noch bis ins 2. Jahrhundert n. Chr. hin. Diese Septuaginta genannte Übersetzung lag auch dem Urchristentum großenteils schon vor. Während der Umfang des griechischen Kanons nicht bekannt ist, nimmt man an, dass die Dreiteilung des jüdischen Kanons von Christen bewusst aufgegeben wurde. Diese schufen offenbar für ihre Septuaginta-Codices eine Gliederung in vier Hauptteile: Pentateuch – Geschichtsbücher – Hagiographen – Propheten. Indem sie die Propheten ans Ende rückten, stellten sie eine inhaltliche Verbindung zu den Schriften des Neuen Testaments her. Dazu wurde der dritte jüdische Kanonteil (Ketuvim) aufgelöst. Fünf Bücher aus dieser Gruppe bildeten als Hagiographen einen eigenen Block, die übrigen wurden neu verteilt:
| Tanach: Ketuvim | Septuaginta: Geschichtsbücher                              | Septuaginta: Hagiographen | Septuaginta: Prophetenbücher                   |
| --------------- | ---------------------------------------------------------- | ------------------------- | ---------------------------------------------- |
| Psalmen         |                                                            | Psalmen                   |                                                |
| Buch Ijob       |                                                            | Buch Ijob                 |                                                |
| Sprichwörter    |                                                            | Sprichwörter              |                                                |
| Buch Rut        | Anhang zum Buch der Richter.                               |                           |                                                |
| Hoheslied       |                                                            | Hoheslied                 |                                                |
| Kohelet         |                                                            | Kohelet                   |                                                |
| Klagelieder     |                                                            |                           | Anhang zum Buch Jeremia.                       |
| Buch Ester      | Am Schluss der Geschichtsbücher.                           |                           |                                                |
| Buch Daniel     |                                                            |                           | Am Schluss der Prophetenbücher, nach Ezechiel. |
| Esra/Nehemia    | Chronikbücher und Esra/Nehemia nach den Büchern der Könige |                           |                                                |
| Chronikbücher   | Chronikbücher und Esra/Nehemia nach den Büchern der Könige |                           |                                                |

Die unterschiedlichen Gliederungen von Tanach und Altem Testament der Septuaginta könnte man als „Tora-Perspektive“ und „Propheten-Perspektive“ charakterisieren. Die Makrostruktur der Septuaginta findet sich, bei allen Unterschieden im Detail, auch in der Vulgata, in der Lutherbibel und den meisten modernen christlichen Bibelübersetzungen (Ausnahme: Bibel in gerechter Sprache). Darin wird ein geschichtstheologisches Schema Vergangenheit – Gegenwart – Zukunft erkennbar: „So öffnet sich in der christlichen Bibel die Prophetie auf das sich anschließende Neue Testament hin.“ Erich Zenger und Christian Frevel schlagen in Abwandlung davon eine vierteilige Struktur vor, die sich im Alten und im Neuen Testament wiederhole:
| Altes Testament       |                         | Neues Testament          |
| --------------------- | ----------------------- | ------------------------ |
| Tora                  | (Bleibende) Grundlegung | Evangelien               |
| Bücher der Geschichte | Vergangenheit           | Apostelgeschichte        |
| Bücher der Weisheit   | Gegenwart               | Apostelbriefe            |
| Bücher der Prophetie  | Zukunft                 | Offenbarung des Johannes |

#### Paulus als Leser der Septuaginta
Paulus von Tarsus entwickelte sein Selbstverständnis, sein Israelverständnis und seine Christusbotschaft durch das Studium des Buchs Jesaja in der griechischen Fassung der Septuaginta. Dabei war er anscheinend frei, den Wortlaut des Textes zu variieren, um sein Textverständnis deutlich zu machen. Eine Schlüsselstelle ist Röm 10,19–21 . Interessant ist hier die Reihenfolge: Zuerst zitiert Paulus „Moses“ (Dtn 32,21  nach der Septuaginta) und dann „Jesaja“ (Jes 51,20–21 ), die beide als redende Personen vorgestellt werden. Jesaja entfaltet den Inhalt der Moseworte.
Das Neue Testament setzt den ganzen Tanach als Basis des jüdischen Gottesdienstes voraus, etwa bei Jesu Antrittspredigt in Nazareth, die nach Lk 4,14–21  mit einer Lesung der „Schrift“ begann. Vom „Gesetz“ ist oft im Zusammenhang mit Tora-Auslegungen Jesu die Rede, etwa zu Beginn der Bergpredigt. Mt 5,18  bekräftigt die kanonische Geltung der Tora bis zur Parusie:

„Wahrlich ich sage euch: Bis Himmel und Erde vergehen, wird nicht vergehen der kleinste Buchstabe noch ein Tüpfelchen vom Gesetz, bis alles geschieht.“

Häufig stehen „Gesetz und Propheten“ als Kürzel für die Gesamtheit der biblischen Überlieferung vom Bundeswillen Gottes. Auch eine dreigliedrige Form des Tanach wird im Mund des Auferstandenen für die Christen verbindlich gemacht (Lk 24,44 ):

„Es muss alles erfüllt werden, was von mir geschrieben steht im Gesetz des Mose, in den Propheten und in den Psalmen.“

Die sogenannten deuterokanonischen Schriften wurden in die Vulgata, die lateinische Übersetzung der Septuaginta, aufgenommen. Daher enthält das römisch-katholische AT 46 Bücher. Der orthodoxe Bibelkanon umfasst zudem das Gebet des Manasse, ein sogenanntes 1. Buch Esra, so dass das hebräische Esra-Buch als 2. Buch Esra gilt, das 3. Buch der Makkabäer, Psalm 151, das 4. Buch der Makkabäer und in den slawischen Kirchen eine Esra-Apokalypse (auch bekannt als 4. Esra).
Die evangelischen Kirchen dagegen erkennen im Anschluss an die Lutherbibel nur den Tanach als kanonisch an, teilen ihn aber in 39 Bücher ein (mit dem NT also 66) und ordnen sie anders an. In dieser Form blieb der jüdische Kanon im Protestantismus gültig. Martin Luther stellte weitere von ihm übersetzte Schriften der Septuaginta als „Apokryphen“ ans Ende des AT und bewertete sie als „der Heiligen Schrift nicht gleich gehalten und doch nützlich und gut zu lesen“. In überkonfessionellen oder ökumenischen Bibelübersetzungen stehen diese Bücher optisch abgesetzt am Ende des AT.

### Neues Testament
Das Christentum scheint, soweit erkennbar, von Anfang an den Kodex gegenüber der Schriftrolle bevorzugt zu haben. Die Gründe dafür sind nicht bekannt; möglicherweise boten sich die mit 15 bis 25 cm Höhe relativ kleinformatigen Kodizes aus praktischen Gründen an oder waren preisgünstiger. Reste von Papyruskodizes mit griechischen alt- und neutestamentlichen Texten stammen aus dem 2. und 3. Jahrhundert: Das älteste bekannte Fragment des NT überhaupt ist der Papyrus {\displaystyle {\mathfrak {P}}}52 aus einem Kodex mit einem Text aus dem Evangelium nach Johannes, entstanden etwa um 125. Die ältesten bekannten Codices, die das ganze AT und ganze NT enthalten, sind der Codex Sinaiticus und der Codex Vaticanus Graecus 1209 aus dem vierten und der Codex Alexandrinus aus dem fünften Jahrhundert. Solche großen und aufwändig gestalteten Kodizes sind zeittypisch und wurden damals auch für die Texte von Homer oder Vergil geschaffen.
Das NT umfasste zur Zeit seiner endgültigen Begrenzung (um 400) 27 griechische Einzelschriften. Alle zusammen erreichen insgesamt nur ein starkes Viertel des Umfangs des AT. Diese 27 Bücher entstanden wohl überwiegend zwischen 70 und 100 n. Chr. im Urchristentum. Sie sind fast durchgängig in der damaligen Umgangssprache, der griechischen Koine, verfasst. Zudem enthalten sie einige aramäische Begriffe und Zitate. Aramäisch war die damalige Umgangssprache in Palaestina und die Muttersprache Jesu.
Das NT besteht aus fünf erzählenden Schriften, nämlich den vier Evangelien
- Evangelium nach Matthäus
- Evangelium nach Markus
- Evangelium nach Lukas
- Evangelium nach Johannes

sowie der
- Apostelgeschichte des Lukas,

und aus Briefen an christliche Gemeinden und Einzelpersonen:
- Paulusbriefe
- Katholische Briefe
- Brief an die Hebräer

sowie der Offenbarung des Johannes, einer Apokalypse.
Die Evangelien verkünden Jesus von Nazaret nacherzählend als den im AT verheißenen Messias und bezeichnen ihn daher wie auch alle übrigen NT-Schriften als Jesus Christus (Christos bedeutet „der Gesalbte“). Die Apostelgeschichte erzählt von der Ausbreitung des Christentums von der Gründung der Jerusalemer Urgemeinde an bis nach Rom. Dabei bezieht sie sich ständig auf biblische Überlieferung. Die Briefe geben Antworten auf Glaubensfragen und praktischen Rat für viele Lebenslagen, etwa Konflikte innerhalb der verschiedenen Gemeinden.
Bei der Kanonisierung des NT bestätigte die Alte Kirche auch die Bücher des Tanach als „Wort Gottes“. Fast alle christlichen Konfessionen erkennen die 27 NT-Schriften als kanonisch an. Die syrisch-orthodoxen Kirchen erkennen einige davon nicht an. Die Johannesoffenbarung wird auch in den anderen orthodoxen Kirchen nicht öffentlich verlesen.

### Verhältnis des NT zum AT
Das Christentum nannte die viel ältere jüdische Sammlung heiliger Schriften „Altes“ Testament im Verhältnis zu seinem „Neuen“ Testament. Der lateinische Begriff testamentum übersetzt den griechischen Ausdruck diatheke, der seinerseits das hebräische berith (Bund, Verfügung) übersetzt. Er steht nicht wie in der antiken Umwelt für ein zweiseitiges Vertragsverhältnis, sondern für eine einseitige unbedingte Willenserklärung. Dies bezieht sich im AT auf Gottes Taten und Bekundungen in der menschlichen Geschichte, besonders auf seinen Bundesschluss mit dem ganzen Volk Israel am Berg Sinai nach der Offenbarung der Gebote (Ex 24 ). Ihm gehen Gottes Schöpfungsbund mit Noach (Gen 9 ), die Berufung Abrahams zum „Vater vieler Völker“ (Gen 12 ) und der Bund mit Mose zur Befreiung des Volkes Israel aus der Sklaverei voraus (Ex 3 ). Zudem wird in der Prophetie ein „neuer Bund“ verheißen (Jer 31 ), der alle Völker einbeziehen werde (Joel 4 ).
Für die Urchristen hat sich diese Verheißung in Jesus Christus als dem sterblicher Mensch gewordenen Wort Gottes erfüllt. In seinem Tod und seiner Auferstehung wurde für sie Gottes „letzter Wille“ offenbar. Dieser ersetzte Gottes Bund mit dem jüdischen Volk aber nicht, sondern erfüllte und bekräftigte ihn so endgültig. Jesus Christus habe die Tora in seiner Lebenshingabe erfüllt, so dass seine Auslegung maßgebend geworden sei. Darum bekräftigten die Urchristen einerseits die Geltung aller Gebote (Mt 5,17–20 ), andererseits ihre Begrenzung auf die Zehn Gebote in Jesu Auslegung, also die Konzentration auf die Gottes- und Nächstenliebe. Daher hoben sie viele andere Toragebote auf oder relativierten sie.
Die Judenchristen und Heidenchristen der Paulusgemeinden deuteten die Tora und ihre Rolle für den eigenen Glauben verschieden. Die „Alte Kirche“ bewahrte den ganzen Tanach als Gottes endgültige, schriftlich fixierte Offenbarung, so dass er im Christentum „Gottes Wort“ blieb. Die Gegenüberstellung von „altem“ und „neuem“ Bund ist besonders auf den Exodus Israels und die Kreuzigung und Auferstehung Jesu bezogen. Sie werden gemeinsam als jene Taten Gottes aufgefasst, in denen er sein volles Wesen zeigt. Sein „letzter Wille“ widerspricht seinem „ersten Willen“ nicht, sondern bestätigt und erneuert ihn für die ganze Welt.
In der Kirchengeschichte wurde „alt“ jedoch bis 1945 meist als „veraltet“, „überholt“ und somit als Herabsetzung und Abwertung des Judentums gedeutet. Dieses galt als falsche, zum Untergang bestimmte Religion. Das Selbstopfer Jesu Christi am Kreuz habe die Sinaioffenbarung, die Kirche habe das erwählte Volk Israel „abgelöst“; Gott habe Israel damit in der einen oder anderen Form „enterbt“ und der Kirche die Verheißungen übergeben (siehe Substitutionstheologie). Nach dem Holocaust begann vor allem in Deutschland ein grundsätzliches Umdenken.
Die christliche Exegese interpretiert AT-Texte zunächst aus ihrem Eigenkontext, um eine voreilige Deutung vom NT her zu vermeiden. So sprach der Alttestamentler Walther Zimmerli von einem auch durch das NT nicht abgegoltenen „Verheißungsüberschuss“ des AT, den gerade Jesus Christus selbst durch seine anfängliche Erfüllung bekräftigt habe.

### Normativer Anspruch als „Wort Gottes“
Die meisten Richtungen im Christentum lehren, dass Gott die biblische Überlieferung lenkte und inspirierte, ihre Schreiber also vom Heiligen Geist bewegt und vor schwerwiegenden Fehlern bewahrt wurden. Sie fassen den Text ihrer Bibel aber nicht vollständig als direktes Ergebnis göttlicher Eingebung oder göttlichen Diktats auf, sondern als menschliches Zeugnis, das Gottes Offenbarungen enthält, reflektiert und weitergibt.
Im Katholizismus und in der lutherischen Orthodoxie galt lange Zeit die Theorie der Verbalinspiration. Manche Evangelikale setzen den Bibeltext unmittelbar mit Gottes Offenbarung gleich und schreiben seinem Wortlaut daher eine „Irrtumsfreiheit“ (Inerrancy) zu. Diese Auffassung wird oft als Biblizismus oder biblischer Fundamentalismus bezeichnet. Er reagiert auf die als Angriff auf den Glauben empfundene Historisch-kritische Methode seit der Aufklärung.
Für alle Christen ist Jesus Christus, seine Person und sein Werk, das maßgebende, alle äußeren Worte erhellende Zentrum der Bibel. Seine Kreuzigung und Auferstehung gelten für sie als Wendepunkt der Heilsgeschichte.
Eine Analyse des Verhältnisses von „Bibel“ und „Wort Gottes“ stützt sich auf die Aussagen der Bibel und zeigt, dass der Begriff „Wort Gottes“ in der Bibel in dreifacher Weise vorkommt: für prophetische Aussprüche, für die zentrale Heilsbotschaft (d. h. das „Evangelium“) und manchmal für Jesus Christus.
Für römische Katholiken erlangte die Bibel ihre Autorität als Wort Gottes erst durch das Lehramt des Papstes, der auch den Bibelkanon endgültig festgelegt habe. Für sie ist die Überwindung der Erbsünde durch Jesu stellvertretendes Sühneopfer, daraufhin das Zusammenwirken von menschlicher Bemühung und Gottes Gnadenangebot (Synergismus) zentraler Inhalt der Bibel und Maßstab ihrer Auslegung.
Für Protestanten ist es im Anschluss an Martin Luther das Gnadengeschenk Jesu Christi ohne jedes eigene Zutun. Für die Liberale Theologie ist es das menschliche Vorbild des historischen Jesus, das die grenzenlose Gottesliebe bestätigt. Die evangelischen Konfessionen betrachten die ganze Bibel als alleinigen Maßstab ihres Glaubens, als norma normans; siehe auch sola scriptura. Der Theologe Dietrich Kuessner formuliert:

„Das Bekenntnis ist im Verhältnis zur Bibel nachgeordnet, eine bereits von der Schrift geprägte Norm (norma normata).“

Demnach haben sich alle Glaubensäußerungen, Bekenntnisschriften und Dogmen an der Bibel zu messen und sollen ihr daher nicht widersprechen. In der katholischen Kirche ist das päpstliche Lehramt die maßgebende und letzte Autorität zur Schriftauslegung; zudem wird die Kirchliche Tradition oft als gleich mit der Bibel angesehen. Die evangelische Kirche lehnt dieses übergeordnete Amt und die starke Stellung der Tradition ab, da beides nicht biblisch begründet sei. Hier gibt es faktisch keine einheitliche Lehre, da die Schriftauslegung nach den lutherischen und reformierten Bekenntnisschriften letztlich Sache des Heiligen Geistes bleibt. Dieser offenbare die Wahrheit des Wortes Gottes dem einzelnen Gewissen des Gläubigen.

### Übersetzungen
Seit etwa 200 verwendeten die orthodoxen Kirchen Bibeln in der jeweiligen Landessprache. Für die katholische Kirche blieb seit 400 die lateinische Vulgata maßgebend. Hieronymus hatte sie geschaffen, als Latein noch Umgangssprache war. In den späteren romanischen, germanischen und keltischen Gebieten Westeuropas wurde die Bibel dann weiterhin fast nur auf Lateinisch verbreitet. Die heute in allen christlichen Bibelausgaben übliche und weitgehend einheitliche Einteilung des Textes in Kapitel führte Stephen Langton, Erzbischof von Canterbury, im Jahr 1205 in die Vulgata ein. Die Einteilung des NT in Verse führte der Pariser Buchdrucker Robert Estienne 1551 an einer griechischen und lateinischen Bibelausgabe erstmals durch. Ohne die sieben deuterokanonischen Bücher umfasst die Bibel 66 Bücher mit 1189 Kapiteln und mehr als 31.150 Versen.
Im 4. Jahrhundert übersetzte der gotische Bischof Wulfila, ein Anhänger des Arianismus, die Bibel in die Gotische Sprache, die nach ihm benannte Wulfilabibel. Im Spätmittelalter entstanden weitere Bibelübersetzungen, darunter die von Petrus Valdes ins Französische, die Übersetzung von John Wyclif ins Englische und die von Jan Hus ins Tschechische.
Besonders die Reformatoren sahen den direkten Zugang zur Bibel in der Landessprache als wesentlich für den christlichen Glauben an. Die seit 1522 erschienenen Übersetzungen Martin Luthers und Huldrych Zwinglis erreichten erstmals eine größere Leserschaft im deutschen Sprachraum. Maßgeblichen Beitrag dazu leistete Gutenbergs Erfindung des Buchdrucks mit beweglichen Lettern. Die weit verbreitete Lutherbibel bahnte die Entwicklung zur deutschen Schriftsprache und die Bibelkritik der Aufklärung an. Gedruckt wurde sie in der Schwabacher Schrift. Als Reaktion auf die volkssprachlichen reformatorischen Bibelübersetzungen entstanden katholische Korrekturbibeln. Luthers Bibelübersetzung diente etlichen weiteren reformatorischen Bibelübersetzungen in andere Landessprachen als Vorlage und Hilfsmittel. So waren z. B. die seit 1525 erschienenen Teilübersetzungen von William Tyndale ins Englische und die von Johannes Bugenhagen herausgegebene Lübecker Bibelübersetzung von 1533/34 ins Niederdeutsche unter Verwendung der Lutherübersetzung entstanden.
Zu den qualitativ anerkannten heutigen deutschsprachigen Bibelübersetzungen gehören die zuletzt 2017 revidierte Lutherbibel, die Elberfelder Bibel, die Zürcher Bibel und die Einheitsübersetzung. Zu den gängigen freieren Übertragungen gehören die Schlachter-Bibel, die „Gute Nachricht Bibel“, die „Hoffnung für alle“, „Neues Leben Bibel“ und die „BasisBibel“. Im März 2018 existierten Gesamtübersetzungen in 674 Sprachen und Teilübersetzungen in 3324 Sprachen. Damit waren in den vier Jahren zuvor 163 Gesamtübersetzungen hinzugekommen. 2024 erhöhte sich die Anzahl an Gesamtübersetzungen auf 756 Sprachen. Das Neue Testament liegt in weiteren 1.726 Sprachen vor.

### Verbreitung und Sammlungen
Die christliche Bibel ist das meistgedruckte, am häufigsten übersetzte und am weitesten verbreitete Buch der Welt. Allein 2014 wurden weltweit fast 34 Millionen vollständige Bibeln verbreitet. Dafür setzen sich Bibelgesellschaften wie die Deutsche Bibelgesellschaft, das Katholische Bibelwerk und die evangelikale Organisation Wycliff ein. Zur Verbreitung biblischer Erzählungen tragen auch Bilderbibeln, Armenbibeln und Kinderbibeln sowie seit langer Zeit auch bildliche Darstellungen biblischer Geschichten bei. Neben handlichen Bibeln zum persönlichen Gebrauch gibt es aufwändig bearbeitete Studienbibeln mit umfangreichen Kommentaren und Verzeichnissen und für den liturgischen Gebrauch dekorativ gestaltete Altarbibeln oder Bibelteile (Lektionar).
Sowohl das Alte als auch das Neue Testament liegen als Hörbuch-Ausgaben im mp3-Format vor.
Mittlerweile ist auch eine große Zahl von Online-Bibeln kostenlos verfügbar.
Historische Bibeln werden in Bibelmuseen bewahrt und gesammelt; darunter sind die British Library, die Württembergische Landesbibliothek, die Herzog August Bibliothek in Wolfenbüttel und weitere.

## Bibel im Islam

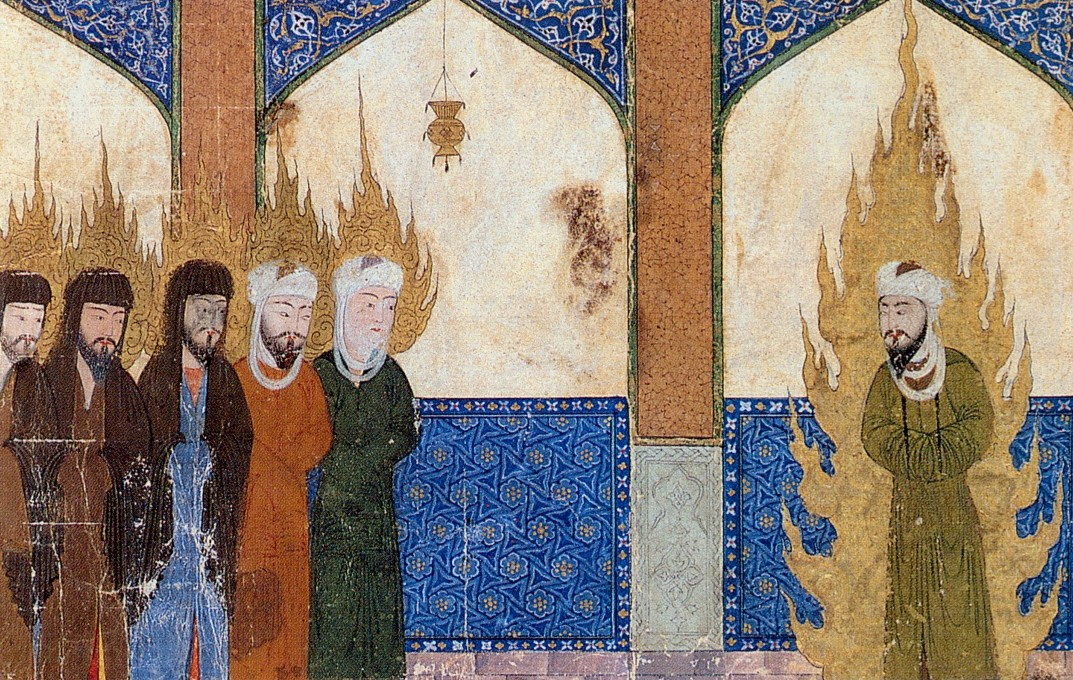
Abraham, Moses und Jesus im Gebet, geleitet von Mohammed (mittelalterliches persisches Manuskript)

Der Islam betrachtet die Bibel als Offenbarungszeugnis Gottes, das Menschen teilweise verfälscht haben. Der Koran, die heilige Schrift der islamischen Glaubensgemeinschaften, hat eine Reihe biblischer und apokrypher Geschichten und Lehren übernommen und variiert, die Mohammed wahrscheinlich mündlich aus Inhalten der syrischen Kirche überliefert wurden. Er nennt die Tora (arabisch Taurat), die Psalmen (arabisch Zabūr) und das Evangelium (arabisch Indschīl) „Heilige Schriften“, die von Gott stammen, aber später von Menschen verändert, teils sogar verfälscht worden seien:

„Wir haben die Herzen der Kinder Israel verhärtet, so dass sie die Worte der Schrift entstellten, und sie vergaßen einen Teil von dem, womit sie erinnert worden waren …
Und von denen, die sagten: ,Wir sind Nasara‘ [Nazarener] habe wir ihre Verpflichtung entgegengenommen. Aber dann vergaßen sie einen Teil von dem, womit sie erinnert worden waren.“

Daher sind viele Muslime mit wichtigen Inhalten der Bibel vertraut, wenn auch in koranischer Version, die oft den biblischen Wortlaut verkürzt, verändert, paraphrasiert und von seinem Eigenkontext löst. Diese interpretierende Wiedergabe ist für sie maßgebend, entsprechend dem Anspruch des Korans, der sich als endgültige Offenbarung Allahs versteht, die alle früheren Offenbarungen aufnimmt und ihre Wahrheit wiederherstellt.
Der Koran sieht in den biblischen Geschichten, die er nacherzählt, Mohammeds Kommen und seine Berufung zum „Siegel der Propheten“ Gottes vorgebildet und prophezeit. Huseyn al-Dschisri deutete 114 Stellen in der Bibel – vor allem den paraklētos („Beistand“, „Fürsprecher“) in Joh 14,26 ; 15,26–27 ; 16,7–13  – als Hinweise auf Mohammeds Prophetentum.
Parallelen zur Urgeschichte der hebräischen Bibel sind im Koran
- das psalmenartige Lob des Schöpfers, zum Beispiel in Sure 87:1–3;
- die Bestimmung Adams und seiner Frau (Eva wird nie namentlich genannt) zum Statthalter auf Erden und ihre Vertreibung aus dem Paradies (Sure 2:30–36);
- ihre Wiederannahme (Sure 20:122; der Koran erwähnt keine Erbsünde);
- der Brudermord (Sure 5:27–32);
- die Sintflut und Noahs Rettung: Dieser ist nach Adam Gottes erster Gesandter, der vergeblich zur Abkehr von falschen Göttern ruft (Sure 40:36f).

Der Koran nennt 20 Figuren der Bibel, die dort nicht alle als Propheten gelten, als Vorläufer Mohammeds. Besonders Abraham, der „Freund Gottes“, ist für den Koran Vorbild des wahren Gläubigen. Er habe – wie auch nachbiblische jüdische Überlieferung erzählt – erkannt, dass Gott mächtiger als Gestirne ist (Sure 6:78f). Die ihm folgten, ohne Juden oder Christen zu werden (Hanīfen), sind den Muslimen gleichwertig (Sure 21:51–70). Ihm wurde auch im Koran ein Sohn verheißen, den er opfern sollte (Sure 37:99–113). Dabei deuten die Muslime diese Geschichte nicht auf Isaak, sondern auf Ismael, den von der Magd Hagar geborenen ältesten Sohn Abrahams, der als Stammvater der Araber gilt. Abraham und Ismael sollen, gemäß Sure 2:125 die Kaaba als erstes Gotteshaus in Mekka gegründet haben.
Von Joseph, Jakobs zweitjüngstem Sohn, erzählt Sure 12. Moses wird in 36 Suren erwähnt: Er ist auch im Koran der mit Gott unmittelbar redende Prophet (Sure 4:164), der sein Volk Israel aus Ägypten befreite und ihm die Tora vermittelte. Die Zehn Gebote liegen Sure 17:22–39 zugrunde. König David empfängt und übermittelt als Prophet die Psalmen; Salomos große Weisheit preist Sure 21:78f.
Von den Figuren des Neuen Testaments stellt der Koran Maryam (Maria – Mutter Jesu), Johannes den Täufer (Sure 3:38–41; 19:2–15; 21:89f) und ʿĪsā ibn Maryam („Jesus, der Sohn der Maria“) besonders heraus. Letzterer habe die Aufgabe, das Volk Israel zum Gesetzesgehorsam zurückzurufen und den Christen das Evangelium als schriftliche Offenbarungsurkunde zu vermitteln. Er verkünde wie Mohammed Gottes kommendes Endgericht, aber nur als Mensch, der aus Sicht des Koran nicht gekreuzigt wurde (Sure 4:157). Seine Auferstehung wird daher nur angedeutet. Die jungfräuliche Geburt wird im Koran ebenso bezeugt, wie Jesus als der verheißene Messias, das Wort Gottes und ein Mensch frei von Sünde.
Als Gesandte Gottes sind diese Propheten im Koran moralische Autoritäten, sodass er von ihren in der Bibel geschilderten dunklen Seiten (zum Beispiel Davids Ehebruch und Mord) nichts berichtet.

## Bibelkritik
Im Judentum setzt die Bibelkritik erst spät ein. Im Christentum gibt es seit etwa 1700 immer wieder Diskussionen darüber, inwiefern die biblischen Erzählungen als historische Berichte gelten können. Dabei treffen verschiedene Auffassungen aufeinander.

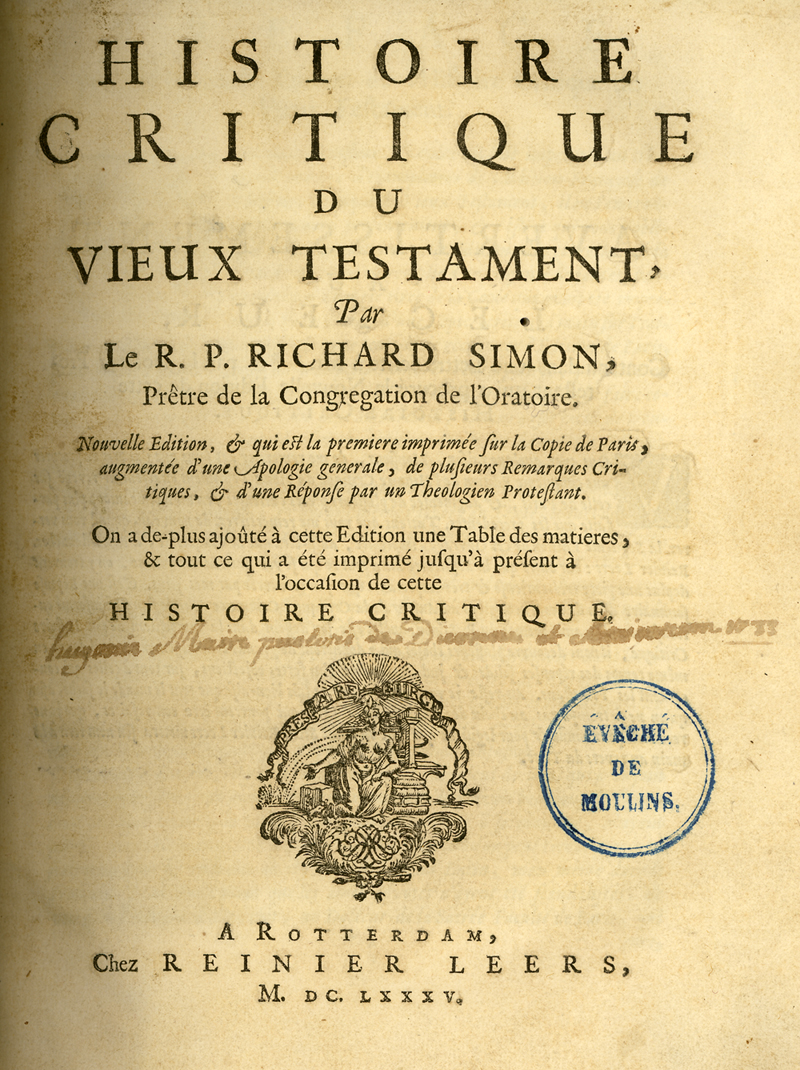
Frühe Bibelkritik: Histoire critique du vieux testament von Richard Simon, Neuauflage 1685